# Disterigma staphelioides
Disterigma staphelioides là một loài thực vật có hoa trong họ Thạch nam. Loài này được (Planch.) Nied. mô tả khoa học đầu tiên năm 1889.